# Rávalpindí
Rávalpindí (urdsky راولپنڈی) je město v Pákistánu. Do výstavby Islámábádu v 60. letech 20. století bylo Rávalpindí hlavním městem Pákistánu.
V dnešní době má Rávalpindí více než tři milióny obyvatelem a tvoří souměstí s Islámábádem.
V okolí Rávalpindí byly nalezeny nejstarší stopy osídlení v jižní Asii, staré přibližně půl milionu let. V 6. století existoval v okolí Rávalpindí a dnešního Péšávaru státní útvar Gandhára. 27. prosince 2007 byla v Rávalpindí zavražděna bombovým útokem Bénazír Bhuttová.